# Каптури (Сохачевський повіт)
Каптури (пол. Kaptury) — село в Польщі, у гміні Ілув Сохачевського повіту Мазовецького воєводства.
Населення — 121 особа (2011).
У 1975-1998 роках село належало до Плоцького воєводства.

## Демографія
Демографічна структура станом на 31 березня 2011 року:
|          | Загалом | Допрацездатний вік | Працездатний вік | Постпрацездатний вік |
| -------- | ------- | ------------------ | ---------------- | -------------------- |
| Чоловіки | 62      | 9                  | 47               | 6                    |
| Жінки    | 59      | 12                 | 33               | 14                   |
| Разом    | 121     | 21                 | 80               | 20                   |